# Élections cantonales bernoises de 2018
Les élections cantonales bernoises de 2018 ont lieu le 25 mars 2018 afin de renouveler pour quatre ans les membres du parlement et du gouvernement du canton suisse du Berne.

## Mode de scrutin

### Grand Conseil
Le Grand Conseil est élu tous les quatre ans au scrutin proportionnel plurinominal. 

### Conseil du Jura bernois
Les citoyens de l'arrondissement administratif du Jura bernois élisent le Conseil du Jura bernois au scrutin proportionnel. Les 24 sièges attribués pour une législature de quatre ans se répartissent de la manière suivante : 11 pour le district de Moutier, 10 pour celui de Courtelary et 3 pour celui de La Neuveville.
Cette élection découle de la Loi sur le statut particulier (LStP). 

### Conseil-exécutif
Les membres du Conseil-exécutif sont élus tous les quatre ans au scrutin majoritaire à deux tours.
Le canton de Berne étant bilingue français et allemand, la constitution cantonale bernoise garantit un siège à un francophone au Conseil-exécutif. Le siège francophone est attribué selon un calcul spécifique appelé « moyenne géométrique », qui donne plus de poids aux suffrages exprimés dans le Jura bernois. Cette moyenne géométrique est la racine carrée du produit des suffrages exprimés dans le Jura bernois et des suffrages exprimés dans l’ensemble du canton. Ainsi, un candidat qui arrive premier dans le Jura bernois peut être élu même s'il arrive derrière le septième candidat ayant obtenu le plus de voix sur l'ensemble de canton et même si celui-ci atteint la majorité absolue, constituée de la moitié des bulletins valables plus un.

## Résultats

### Grand Conseil
|                           |                                       |                          |      |       |               |        |               |  |  |
| Parti                     | Parti                                 | Sigle                    | Voix | %     | +/-           | Sièges | +/-           |  |  |
|                           | Union démocratique du centre          | UDC                      |      | 26,76 | 2,2           | 46     | 3             |  |  |
|                           | Parti socialiste                      | PS                       |      | 22,33 | 3,2           | 38     | 5             |  |  |
|                           | Parti libéral-radical                 | PLR                      |      | 11,72 | 1,1           | 20     | 3             |  |  |
|                           | Les Verts                             | PES                      |      | 9,94  | 0,2           | 14     | 1             |  |  |
|                           | Parti bourgeois-démocratique          | PBD                      |      | 9,02  | 2,2           | 13     | 1             |  |  |
|                           | Vert'libéraux                         | PVL                      |      | 6,91  | 0,2           | 11     | en stagnation |  |  |
|                           | Parti évangélique                     | PEV                      |      | 6,17  | 0,3           | 10     | 2             |  |  |
|                           | Union démocratique fédérale           | UDF                      |      | 3,58  | 0,5           | 5      | en stagnation |  |  |
|                           | Parti socialiste autonome du Jura Sud | PSA                      |      | 0,68  | en stagnation | 2      | 1             |  |  |
|                           | Parti démocrate-chrétien              | PDC                      |      | 0,45  | 0,3           | 0      | en stagnation |  |  |
|                           | Divers                                | Ind                      |      | 2,61  | 2,6           | 1      | 1             |  |  |
| Total des voix            | Total des voix                        | Total des voix           |      | 100   |               |        |               |  |  |
|                           |                                       |                          |      |       |               |        |               |  |  |
| Votes valides             |                                       |                          |      |       |               |        |               |  |  |
| Votes blancs et invalides |                                       |                          |      |       |               |        |               |  |  |
| Total                     | Total                                 | Total                    |      | 100   | -             | 160    | en stagnation |  |  |
| Abstention                |                                       |                          |      |       |               |        |               |  |  |
| Inscrits / participation  | Inscrits / participation              | Inscrits / participation |      | 30,50 |               |        |               |  |  |

### Conseil du Jura bernois
|                           | Union démocratique du centre          | UDC            |   | 25,66 | 0,3 | 7             | 1             |  |  |
|                           | Parti socialiste                      | PS             |   | 22,10 | 2,4 | 5             | 1             |  |  |
|                           | Parti libéral-radical                 | PLR            |   | 16,00 | 0,1 | 5             | 2             |  |  |
|                           | Les Verts                             | PES            |   | 15,13 | 9,8 | 3             | 2             |  |  |
|                           | Parti socialiste autonome du Jura Sud | PSA            |   | 9,83  | 0,4 | 3             | 1             |  |  |
|                           | Parti évangélique                     | PEV            |   | 5,20  | 0,9 | 0             | 1             |  |  |
|                           | Parti démocrate-chrétien              | PDC            |   | 4,03  | 0,7 | 1             | en stagnation |  |  |
|                           | Mouvement Libéral Jurassien           | MLJ            | 0 | 4,03  | 0,7 | en stagnation |               |  |  |
|                           | Union démocratique fédérale           | UDF            |   | 2,03  | 0,6 | 0             | en stagnation |  |  |
| Total des voix            | Total des voix                        | Total des voix |   | 100   |     |               |               |  |  |
|                           |                                       |                |   |       |     |               |               |  |  |
| Votes valides             |                                       |                |   |       |     |               |               |  |  |
| Votes blancs et invalides |                                       |                |   |       |     |               |               |  |  |
| Total                     | Total                                 | Total          |   | 100   | -   | 24            | en stagnation |  |  |
| Abstention                |                                       |                |   |       |     |               |               |  |  |
| Inscrits / participation  |                                       |                |   |       |     |               |               |  |  |

### Conseil-exécutif
| Candidats                | Candidats                | Partis                   | Premier tour | Premier tour |
| Candidats                | Candidats                | Partis                   | Voix         | Élu          |
| ------------------------ | ------------------------ | ------------------------ | ------------ | ------------ |
|                          | Beatrice Simon           | PBD                      | 126 207      | Oui          |
|                          | Christoph Ammann         | PS                       | 118 757      | Oui          |
|                          | Christoph Neuhaus        | UDC                      | 110 792      | Oui          |
|                          | Evi Allemann             | PS                       | 99 902       | Oui          |
|                          | Philippe Müller          | PLR                      | 98 931       | Oui          |
|                          | Christine Häsler         | PES                      | 98 428       | Oui          |
|                          | Pierre Alain Schnegg     | UDC                      | 97 051       | Oui          |
|                          | Christophe Gagnebin      | PS                       | 75 785       | Non          |
|                          | Michael Köpfli           | PVL                      | 51 051       | Non          |
|                          | Hans Kipfer              | PEV                      | 33 847       | Non          |
|                          | Maurane Riesen           | PSA                      | 26 002       | Non          |
|                          | Stefan Theiler           | SRF                      | 9 884        | Non          |
|                          | Jorgo Ananiadis          | PPS                      | 8 927        | Non          |
|                          | Alfred Blaser            | PPS                      | 7 360        | Non          |
|                          | Bruno Moser              | PVB                      | 6 520        | Non          |
|                          | Yannic Nuoffer           | PNOS                     | 3 203        | Non          |
|                          |                          |                          |              |              |
| Votes valides            |                          |                          |              |              |
| Votes blancs             |                          |                          |              |              |
| Votes nuls               |                          |                          |              |              |
| Total                    |                          |                          |              |              |
| Abstention               |                          |                          |              |              |
| Inscrits / participation | Inscrits / participation | Inscrits / participation | 215 435      | 29,50        |